# Troféus de Televisão TV 7 Dias 2011
A 3.ª edição dos Troféus de Televisão TV 7 Dias ocorreu no dia 17 de abril de 2012, no Casino Estoril. Os vencedores foram decididos pelo público, através do site da TV 7 Dias.
Pela terceira vez consecutiva, a TVI sagrou-se como a grande vencedora da premiação da TV 7 Dias, tendo o canal generalista arrecadado dez galardões. Esta edição marcou também a primeira vez em que o Canal Q, a RTP Memória e a SIC Mulher foram nomeados.
Sem transmissão na televisão "tradicional", a gala pôde ser vista através de uns canais da então recentemente disponibilizada aplicação televisiva MEO Kanal.

## Nomeados e vencedores
| Melhor Telenovela | Melhor Ator Principal de Telenovela |
| --- | --- |
| - Laços de Sangue (SIC) - Anjo Meu (TVI) - Espírito Indomável (TVI) - Remédio Santo (TVI) - Rosa Fogo (SIC) | - João Perry – Sedução (TVI) - Ângelo Rodrigues – Rosa Fogo (SIC) - Diogo Morgado – Laços de Sangue (SIC) - Paulo Pires – Anjo Meu (TVI) - Pedro Teixeira – Anjo Meu (TVI) |
| Melhor Atriz Principal de Telenovela | Melhor Ator de Elenco Telenovela |
| - Sofia Alves – Remédio Santo (TVI) - Alexandra Lencastre – Anjo Meu (TVI) - Joana Santos – Laços de Sangue (SIC) - Margarida Marinho – Remédio Santo (TVI) - Maria João Luís – Sedução (TVI)                      | - Pedro Carvalho – Remédio Santo (TVI) - João Ricardo – Laços de Sangue (SIC) - Jorge Corrula – Remédio Santo (TVI) - Adriano Luz – Remédio Santo (TVI) - Rodrigo Menezes – Remédio Santo (TVI) |
| Melhor Atriz de Elenco Telenovela | Melhor Música de Genérico |
| - Manuel Maria – Remédio Santo (TVI) - Irene Cruz – Rosa Fogo (SIC) - São José Correia – Sedução (TVI) - Sara Barradas – Remédio Santo (TVI) - Sara Matos – Anjo Meu(TVI)                                          | - "A Máquina (Acordou)" , interpretada elos Amor Electro – Rosa Fogo (SIC) - “Intervalo”, interpretada pelos Perfume e por Rui Veloso – Mar de Paixão (TVI) - "O Meu Mundo Inteiro", interpretada por Paulo de Carvalho e Rita Guerra – Sedução (TVI) - "Remédio Santo", interpretada por Marta Plantier – Remédio Santo (TVI) - "Paixão", interpretada pelos Heróis do Mar – Anjo Meu (TVI) |
| Melhor Série | Melhor Série infanto-juvenil |
| - Pai à Força (RTP1) - Conta-me como Foi (RTP1) - Maternidade (RTP1) - O Dom (TVI) - Tempo Final (RTP1) | - Morangos Com Açúcar (TVI) - Disney Kids (SIC) - Lua Vermelha (SIC) - Zig Zag (RTP2) |
| Melhor Ator de Série | Melhor Atriz de Série |
| - Ricardo de Sá – Morangos Com Açúcar – 8.ª série (TVI) - Ivo Canelas – Liberdade 21 (RTP1) - Miguel Guilherme – Conta-me como Foi (RTP1) - Pedro Lima – O Dom (RTP1) - Pepê Rapazote – Pai à Força (RTP1)         | - Custódia Gallego – Maternidade (RTP1) - Lúcia Moniz – Maternidade (RTP1) - Isabel Abreu – Pai à Força (RTP1) - Rita Blanco – Conta-me como Foi (RTP1) - Sara Prata – O Amor É um Sonho (TVI) |
| Melhor Programa de Entretenimento | Melhor Programa de Humor |
| - Secret Story – Casa dos Segredos (TVI) - Alta Definição (SIC) - A Voz de Portugal (SIC) - O Elo Mais Fraco (RTP1) - Quem Quer Ser Milionário? (RTP1)                                                             | - Estado de Graça (RTP1) - Café Central (RTP1) - Os Compadres (RTP) - Último a Sair (RTP1) - Velhos Amigos (RTP1) |
| Melhor Ator/Humorista | Melhor Atriz/Humorista |
| - Joaquim Monchique - Estado de Graça (RTP1) - Bruno Nogueira – Último a Sair (RTP1) - José Pedro Gomes – A Família Mata (SIC) - Manuel Marques – Estado de Graça (RTP1) - Miguel Guilherme – Último a Sair (RTP1) | - Maria Rueff - Estado de Graça (RTP1) - Ana Bola – Estado de Graça (RTP1) - Luciana Abreu – Último a Sair (RTP1) - Débora Monteiro – Último a Sair (RTP1) - Rosa do Canto – Os Compadres (RTP1) |
| Melhor Talk Show | Melhor Apresentador |
| - Herman 2012 (RTP1) - 5 para a Meia-Noite (RTP2) - Bairro Alto (RTP2) - Mais Mulher (SIC Mulher) - Baseado Numa História Verídica (Canal Q)                                                                       | - Daniel Oliveira – (SIC) - Manuel Luís Goucha – (TVI) - Fernando Mendes - (RTP1) - José Carlos Malato - (RTP1) - Herman José (RTP1) |
| Melhor Apresentadora | Melhor Programa de Informação |
| - Teresa Guilherme (TVI) - Catarina Furtado (RTP1) - Júlia Pinheiro (SIC) - Sílvia Alberto – (RTP1) - Sónia Araújo – (RTP1)                                                                                        | - Grande Reportagem SIC (SIC) - Perdidos e Achados (SIC) - Prós e Contras (RTP1) - Telejornal (RTP1) - 30 Minutos (RTP1) |
| Melhor Jornalista/Apresentador | Melhor Jornalista/Apresentadora |
| - João Tomé Carvalho (RTP1) - José Alberto Carvalho (TVI) - José Rodrigues dos Santos (RTP1) - Pedro Mourinho (SIC e SIC Notícias) - Rodrigo Guedes de Carvalho (SIC)                                              | - Judite Sousa (TVI) - Cândida Pinto (SIC) - Clara de Sousa (SIC) - Márcia Rodrigues (RTP) - Sandra Felgueiras (RTP) |
| Melhor Reportagem/Documentário | Melhor Comentador |
| - Safira – (SIC) - A Interna Juventude (SIC) - Mohammad Ahmadinejad (RTP) - Nas Asas do Desejo (TVI) - Mudar de Vida (RTP)                                                                                         | - Marcelo Rebelo de Sousa (TVI) - António Vitorino (RTP1) - Medina Carreira – (SIC Notícias e TVI24) - José Pacheco Pereira – (SIC Notícias) - Nuno Rogeiro – (SIC Notícias) |
| Melhor Programa Cultural | Melhor Programa Social |
| - Controversos (com Manuel Luís Goucha) (TVI24) - Cartaz das Artes (TVI) - Cartaz Cultural (SIC Notícias) - Inesquecível (com Júlio Isidro) (RTP Memória) - Janela Indiscreta (com Mário Augusto) (RTP)            | - Fama Show (SIC) - Cinco Sentidos (RTP1) - E-Especial (SIC) - Perfil (RTP) - Só Visto! (RTP1) |
| Melhor Programa Desportivo | Prémios Especiais |
| - MaisFutebol (TVI24) - Liga dos Campeões (TVI24) - O Dia Seguinte (SIC Notícias) - Prolongamento (TVI24) - Trio d'Ataque (RTPN/RTPInformação)                                                                     | - Troféu Revelação – Ângelo Rodrigues - Troféu Memória – Angélico Vieira - Troféu Carreira – Eunice Muñoz - Troféu Prestígio – José Hermano Saraiva |

## Canais premiados e nomeados
| Estação             | Prémios | Nomeações |
| ------------------- | ------- | --------- |
| TVI                 | 10      | 34        |
| RTP1 & RTP2         | 7       | 52        |
| SIC                 | 5       | 24        |
| TVI24               | 2       | 5         |
| SIC Notícias        | 0       | 6         |
| RTPN/RTP Informação | 0       | 1         |
| Canal Q             | 0       | 1         |
| RTP Memória         | 0       | 1         |

1. ↑  «Os Vencedores dos «Troféus TV 7 Dias de Televisão 2011»». A Televisão. 18 de abril de 2012. Consultado em 4 de junho de 2025. Cópia arquivada em 25 de abril de 2013
2. ↑  «Gala da TV 7 Dias em exclusivo no MEO Kanal». SAPO Mag. 23 de abril de 2012. Consultado em 5 de junho de 2025